# Friederike Caroline Neuber

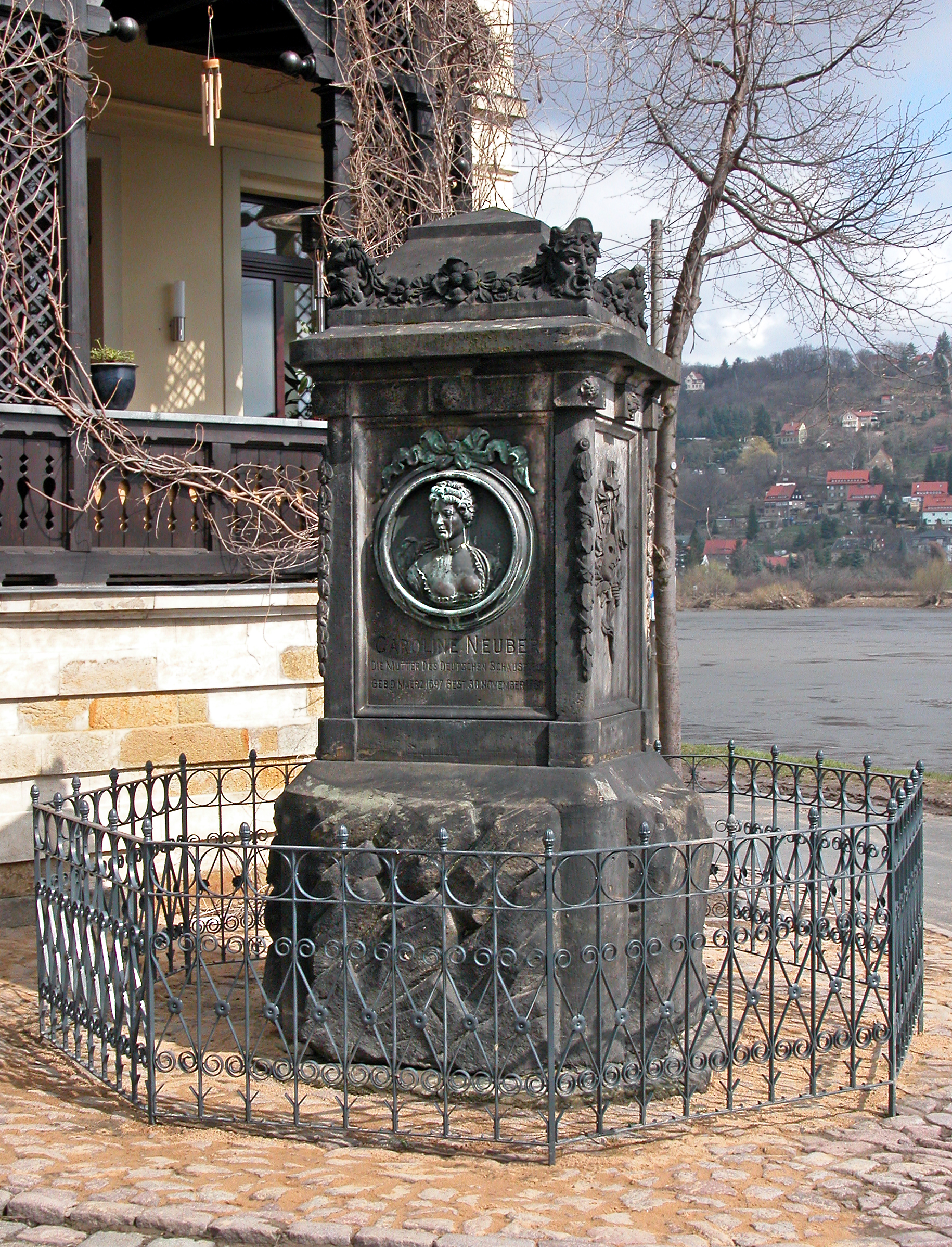
Pomnik F.C. Neuber w Laubegast, obecnie Drezno

Friederike Caroline Neuber, zwana w skrócie Neuberin (ur. 9 marca 1697, zm. 30 listopada 1760) – niemiecka aktorka, organizatorka i reformatorka życia teatralnego w Niemczech doby oświecenia, założycielka słynnej trupy teatralnej jej imienia.

## Biografia[1]
Urodzona 9 marca 1697 w Reichenbach, z uwagi na wczesną śmierć matki wychowywana głównie przez surowego ojca w Zwickau. Wobec powtarzających się aktów przemocy z jego strony ucieka w 1717 z rodzinnego domu wraz z Johannem Neuberem, z którym rok później bierze ślub. Wspólnie dołączają kolejno do trup teatralnych Spiegelberga w Weißenfels oraz Haackego i Hoffmanna.
W roku 1727 tworzy w Lipsku tzw. „Neuber’sche Komödiantengesellschaft” (Neuberowskie towarzystwo aktorów), a jednocześnie otrzymuje przywilej dworski utworzenia, co w owym czasie istotne, stacjonarnego teatru w tym mieście. Ten powstaje w budynku Großer Blumberg przy lipskiej ul. Brühl. W latach 20. XVIII w. nawiązuje intensywną współpracę z Johannem Christophem Gottschedem, profesorem Uniwersytetu Lipskiego, znamienitym przedstawicielem literackiego oświecenia w Niemczech, ale i teoretykiem i reformatorem teatru. Nie ceni wprawdzie jego twórczości literackiej, ich jednoczesna działalność – Gottscheda na niwie teoretycznej, Neuber w teatralnej praktyce – oznacza jednak dla teatru w Niemczech ważny przełom, wyrażający się przede wszystkim w stopniowej emancypacji od wzorców francuskich, grze aktorskiej w języku niemieckim, wprowadzeniu do repertuaru sztuk o tematyce mieszczańskiej, a także rezygnacji z krotochwilnych sztuk z udziałem błazna Hanswursta itp.
Po utracie wspomnianego przywileju teatralnego w 1733 podróżuje wraz ze swą trupą po Niemczech, dociera także do Rosji. Do Lipska wraca na początku lat 40. XVIII w. Pod koniec tej dekady nawiązuje współpracę ze studiującym wtedy w Lipsku teologię Gottholdem Ephraimem Lessingiem, który stanie się potem jednym z najznamienitszych przedstawicieli niemieckiego oświecenia. Lessing tłumaczy dla trupy Neuber m.in. sztuki Marivaux i Regnarda, a w 1747 pisze dla niej swą pierwszą komedię Młody uczony (Der junge Gelehrte).
W kolejnych latach Neuber odbywa liczne tourne po niemieckim obszarze językowym. Swą trupę teatralną rozwiązuje ostatecznie ze względów finansowych w 1750.
W 1759 umiera jej mąż Johann, sama zaś, w biedzie i pośród zawirowań wojny siedmioletniej, odchodzi rok po nim w poddrezdeńskim Laubegast. Jej grób znajduje się na Leubener Friedhof w Dreźnie.
O jej działalności teatralnej w Niemczech przypominają m.in. muzeum jej imienia w Reichenbach, pomnik w Dreźnie oraz tablice pamiątkowe m.in. w Weißenfels.

## Wybrana bibliografia i linki zewnętrzne
- Wolfram Günther: Neuber, Friederike Caroline, w: Neue Deutsche Biographie (NDB). t. 19, Berlin 1999, ISBN 3-428-00200-8, S. 100–101.
- Friederike Caroline Neuber. Das Lebenswerk der Bühnenreformerin. Poetische Urkunden, pod red. Bärbel Rudin i Marion Schulz. Neuberin-Museum Reichenbach, 1997, 2002, ISBN 3-932626-00-1; 3-932626-08-7.
- Petra Oelker: Die Neuberin. Die Lebensgeschichte der ersten großen deutschen Schauspielerin. Rowohlt, Reinbek 2004. ISBN 3-499-23740-7.
- Literatura dot. Friederike Caroline Neuber w Katalogu Niemieckiej Biblioteki Narodowej
- Strona Muzeum im. Friederike Caroline Neuber w Reichenbach